# Площадь Ленина (Симферополь)
Площадь Ленина — главная площадь в городе Симферополь.

## История
В 1950-е годы началась реконструкция Базарной площади (историческое название: Базарная — место, где ранее был огромный базар Симферополя у пересечения дорог Севастополь-Феодосия и Перекоп-Алушта). Находившийся здесь базар Симферополя был перенесён в 1957-м году южнее по проспекту Кирова на ул. Козлова, став Центральным рынком Симферополя. Южная часть бывшего базара стала парком имени Тренёва. В северной части бывшей Базарной части были построены Дом профсоюзов (1959), Дом Советов (1960), украинский театр (1977).
Это кардинально изменило исторический центр города. Под снос пошли многие здания XIX века постройки, окружавшие Базарную площадь. В 1960 году был построено нынешнее здание Совета министров Крыма в южной части площади. Остаток Базарной площади с большим водораздаточным фонтаном освободил место для памятника Ленину, позже снесён маленький Пушкинский сквер и старинные деревья для постройки Украинского музыкального театра. Улицы поменяли своё первоначальное расположение.
В 1967 году к юбилею Великой Октябрьской революции были торжественно открыт памятник Ленину и площадь Ленина.
В Симферополе украинского периода площадь являлись местом массовых демонстраций, митингов, протестов. Около него периодически появлялись палаточные городки. Причина такого внимания к памятнику и площади объясняется близостью здания Совета Министров Крыма.
23 февраля 2014 года на площади Ленина в Симферополе прошёл организованный меджлисом митинг памяти известного крымскотатарского общественного и политического деятеля Номана Челебиджихана, в ходе которого председатель Меджлиса Рефат Чубаров призвал крымских членов Партии регионов выйти из партии, а также потребовал от городских властей в десятидневный срок снести памятник Ленину.
26 февраля 2014 года, когда ситуация в Симферополе достигла наибольшей напряженности (между пророссийским митингом и митингом Меджлиса вспыхнул конфликт, крымскотатарские активисты предприняли попытку прорваться в здание Верховного Совета и не допустить принятие решения о вхождении в состав России), крымскотатарские националисты переместились на площадь Ленина, где на митинге в поддержку Майдана был объявлен 10-дневный ультиматум городским властям о сносе памятника Ленину. Олег Сенцов попытался организовать 9 мая 2014 года взрыв памятника Ленину на одноименной площади в Симферополе.
16 марта 2015 года в день первой годовщины проведения Всекрымского референдума, состоялась презентация обновлённой площади и отреставрированного памятника Ленину.
26 апреля 2021 года Правлением Союза архитекторов Республики Крым было опубликовано открытое письмо по вопросу реконструкции площади им. В.И.Ленина в г. Симферополе об нарушениях Гражданского кодекса Российской Федерации в статьях 1266 и 1267 и Федерального закона "Об объектах культурного наследия (памятниках истории и культуры) народов Российской Федерации" от 25.06.2002 N 73-ФЗ.